# Museo Réattu

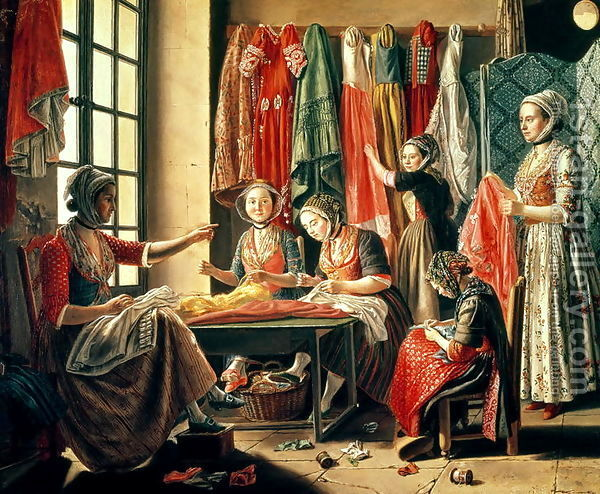
Atelier de couture à Arles (Taller de costura en Arlés), Antoine Raspal, 1760.

El Museo Réattu (en idioma francés : Musée Réattu) es un museo francés que recoge el trabajo de los artistas de Arlés y especialmente de Jacques Réattu. Fundado en 1868 también dispone de obras de Picasso y obras de fotografía.
El edificio que alberga el museo era propiedad del gran priorato de la Orden de Malta que lo utilizaba como residencia de los grandes priores como Quiqueran Honoré de Beaujeu. En el siglo XVII fue restaurado y en 1792 fue requisado por el gobierno tras la revolución francesa. Desde 1796 el pintor Jacques Réattu (1760 - 1833) lo fue comprando por lotes para realizar su trabajo pero también para que pudiesen emplearlo otros artistas de la ciudad, sin embargo este deseo no se cumplió durante la vida del artista y se convirtió en museo cuando pasó a ser propiedad municipal en 1868. El edificio fue declarado monumento histórico en 1958.
Entre sus obras pictóricas se encuentran las de Réattu pero también de Antoine Raspal, Guillaume de Barrême de Châteaufort, Jacques Peitret, Jean Baptiste Marie Fouque, Louis Pomerat, Simon Vouet y Picasso que se encuentra representado con 57 dibujos y una tela.
Dispone de una colección de fotografías del siglo XX creada en 1965, gracias a la iniciativa de Jean-Maurice Rouquette y  Lucien Clergue, con obras de fotógrafos como François Le Diascorn, Jean Dieuzaide, Edward Weston, Cecil Beaton, Marc Garanger y Ansel Adams entre otros.
También dispone de una colección de tapices titulada «Las siete maravillas del mundo», donada al museo por Elisabeth Grange que era la hija del pintor y que había pertenecido antes de la revolución francesa a la Orden de Malta. 
Desde 2007 el museo también alberga obras sonoras y algunos de los artistas representados son Kaye Mortley y Hanna Hartman.